# Lejb-Gwardyjski Siemionowski Pułk
Lejb-Gwardyjski Siemionowski Pułk (ros. Лейб-гвардии Семеновский Его Величества полк) – pułk piechoty okresu Imperium Rosyjskiego, sformowany w 1687 za panowania cara Piotra I Wielkiego.
Lejb-Gwardyjski Siemionowski Pułk brał udział w działaniach zbrojnych epoki napoleońskiej, a także okresu I wojny światowej. Wielokrotnie przemianowywany, głównie po zmianach na stanowisku dowódcy pułku, rozformowany w 1918.

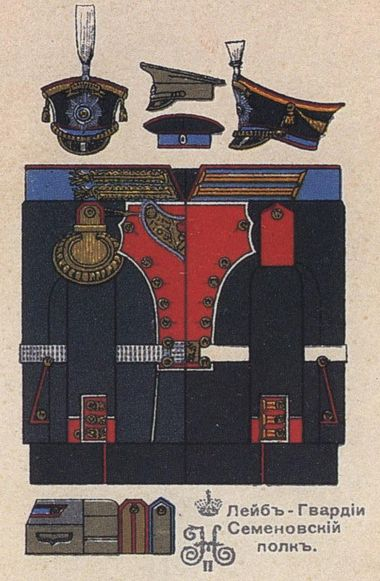
Mundur (1910)

Święto pułkowe: data nieznana. Dyslokacja w 1914: Petersburg.
W Żółtkach znajdował się pomnik poświęcony pamięci poległych żołnierzy pułku z por. Karlem Karłowiczem Kridnerem na czele.
Oficerem pułku był Rajmund Tomasz Brzozowski.